# Переулок Мичурина (Павловск)
Переулок Мичу́рина — переулок в городе Павловске (Пушкинский район Санкт-Петербурга). Проходит от улицы Мичурина за улицу Нахимсона.
Название появилось в 1950-х годах. Оно связано с тем, что переулок начинается от улицы Мичурина.
Переулок Мичурина в основном застроен частными домами. Помимо них, там есть две школы — № 464 (улица Мичурина, 17) и интернат № 8 (переулок Мичурина, 19).
Южная сторона переулка Мичурина является объектом культурного наследия федерального значения парк «Александрова Дача». Он был разбит в 1780-х годах.

## Перекрёстки
- улица Мичурина
- 1-я Советская улица
- улица Нахимсона